# 茨沃爾弗山
47°25′39″N 11°41′42″E / 47.4276°N 11.6951°E

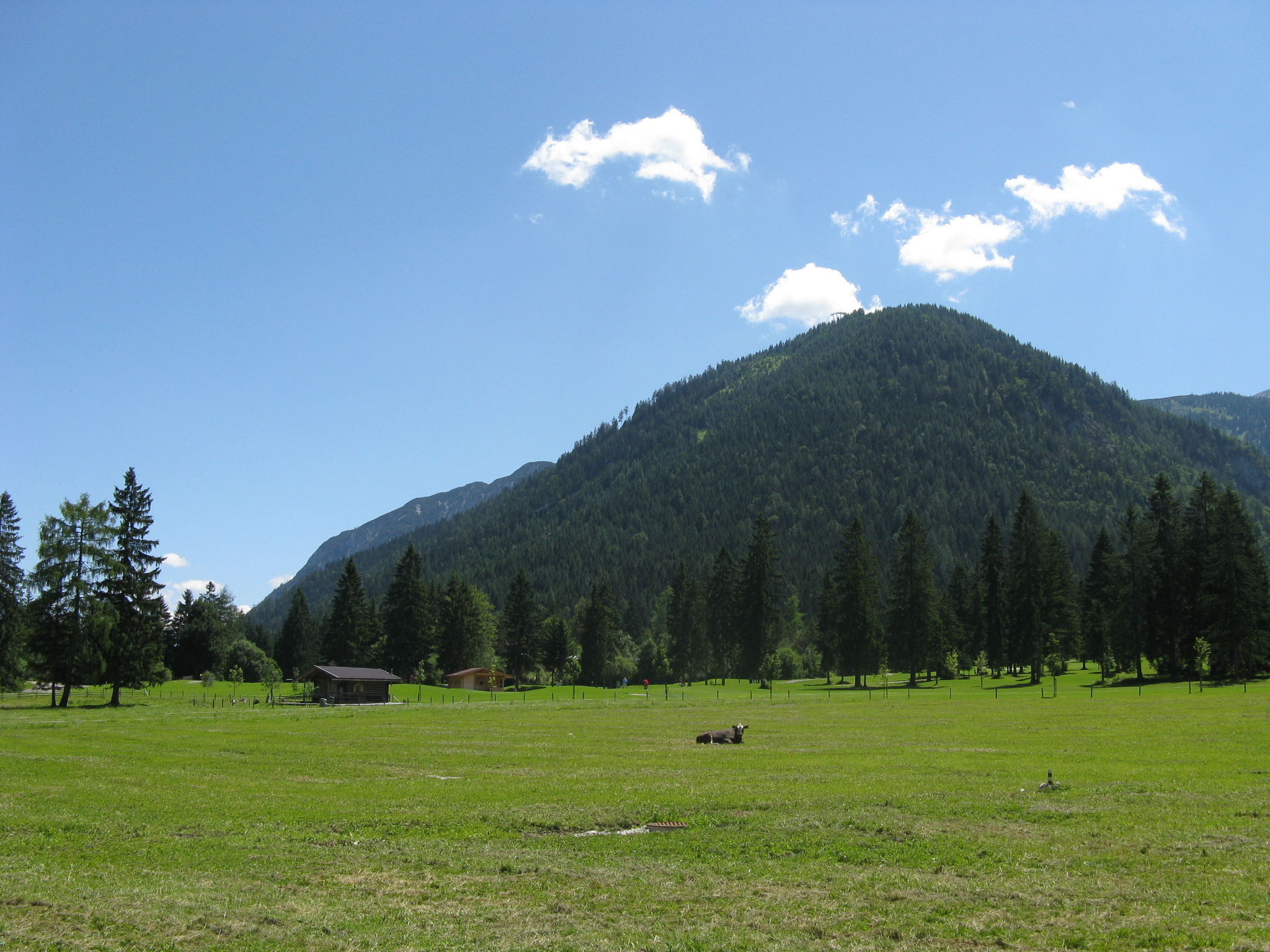

茨沃爾弗山（德語：Zwölferkopf），是奧地利的山峰，位於該國西部，由蒂羅爾州負責管轄，屬於卡爾文德爾山脈的一部分，距離貝倫山0.9公里，海拔高度1,491米。